# Національний альянс (Італія)
Національний альянс (італ. Alleanza Nazionale) — націоналістична партія в Італії. Створена в 1995 р. на основі неофашистського Італійського соціального руху, чия емблема у зменшеному вигляді збережена в емблемі НА. Лідер — Джанфранко Фіні. Альянс полягав у коаліціях «Полюс свобод» і «Дім свобод» та європейському Альянсі за Європу націй.
На виборах 2006 р. в нижню палату парламенту НА отримав 12,3 % голосів і 71 місце з 630, на виборах Сенату 12,2 % голосів і 41 місце з 315, пішовши в опозицію. У 2008 р. знову прийшов до влади.
22 березня 2009 року Джанфранко Фіні оголосив про розпуск своєї партії і злиття її з партією «Вперед, Італія» (італ. Forza Italia) прем'єр-міністра Сільвіо Берлусконі. Нова об'єднана партія стала називатися «Народ свободи» (італ. Popolo della Libertà. У тому ж році Фіні став головою Палати депутатів італійського парламенту. Політичні тертя між Берлусконі і Фіні виявилися в листопаді 2009 року в ході конференції в м. Пескара, присвяченій темі організованої злочинності. Думаючи, що його мікрофон був відключений, Фіні, в ході приватної бесіди зі своїм співрозмовником (прокурором Ніколо Тріфоджжі), висловив думку, що Сильвіо Берлусконі «плутає своє керівництво з абсолютної монархією. Під час партійних зборів у Римі 22 квітня 2010 р. відкрита ворожість між Фіні і Берлусконі вилилася назовні: прем'єр-міністр закликав Фіні негайно піти з посади голови Палати депутатів, а Фіні звинуватив свого партнера по коаліції в недопущенні навіть найменших розбіжностей. Обидва намагалися перекричати один одного, перебиваючи один одного на півслові. Нарешті, 30 липня 2010 Берлусконі виключив Фіні з партії «Народ свободи», що могло привезти до розпаду коаліції